# Велики Гетсби
Велики Гетсби (енгл. The Great Gatsby) роман је америчког књижевника Ф. Скота Фицџералда. Први пут је објављен 1925. године. Радња је смештена у измишљеном граду Вест Ег на Лонг Ајленду у лето 1922. године. Прича се развија око младог и мистериозног милионера Џеја Гетсбија и његове опсесије прелепом Дејзи Бјукенен. Овај роман се сматра најбољим Фицџералдовим делом. Велики Гетсби такође истражује теме декаденције, идеализма и отпора према променама и социјалним превирањима.
Роман описује доба које је сам Фицџералд назвао „доба џеза”. Након Првог светског рата америчка економија доживљава ’прави бум’, а захваљујући прохибицији долази до процвата организованог криминала. Иако је Фицџералд попут свог јунака из романа Ника Каравеја славио богатство и сјај свога доба, осећао је нелагоду због необузданог материјализма и недостатка морала својих савременика.
Иако је годину дана након објављивања роман добио своје прве адаптације на Бродвеју и на филмском платну, није био нарочито популаран; укупно је било продато 25.000 примерака за живота Фицџералда. Књига је пала у заборав током велике депресије и Другог светског рата. Након поновног издавања 1945. и 1953. године, брзо је пронашао широку публику и данас се сматра великим америчким романом, а постао је и део обавезне лектире у америчким средњим школама и на универзитетским курсевима књижевности.
Council on Books in Wartime, америчка непрофитна организација је америчким војницима који су ратовали преко мора дистрибуирала бесплатно књиге разних издавача и писаца, а ова књига је била једна од тих. Тад расте њена популарност и покреће критичко и научно преиспитивање што првобитно доводи до популаризације дела и каснијег великог успеха.

## Историјска позадина
Ова измишљена прича прати истините чињенице које се везују за период прохибицијеи успона џез музике у том периоду. Своју причу прича кроз многа истинита друштвена дешавања у тим двадесетим годинама 20. века. Прича преноси историјски контекст тог периода и разочарење народа преовлађујућим друштвеним нормама. 
Писац се након одбијања као удварача породице девојке у коју је био заљубљен пријављује у војску током Првог светског рата и добија чин потпоручника.
Док је чекао да га распореде на западни фронт био је стациониран у кампу Шеридан у Монтгомерију у Алабами где упознаје 17-годишњу јужњакињу Зелду Сајр коју је и касније питао да се уда за њега на шта је она пристала, али је брак одложило док се он финансијски не стабилизује. 
Након каснијих успеха као писац и романописац Фицџералд се жени Зелдом и селе се на Лонг Ајленд.
Иако су се преселили на ексклузивну локацију Фицџералд није одобравао екстравагантне забаве, а богате особе које је сретао су га разочаравале и њихов привилеговани начин живота је сматрао морално узнемирујућим. Иако се Фицџералд, као и главни лик романа Гетсби одувек дивио богатима, ипак је поседовао неку огорченост према њима.

## Синопсис
У пролеће 1922. године Ник Каравај, студент универзитета Џејл са средњег запада и ветеран Првог светског рата путује у Њујорк како би се запослио као продавац обвезница. Изнајмљује бунгалов у Вест Егу на Лонг Ајленду, поред луксузног имања у коме живи Џеј Гетсби, мистериозни мултимилионер који приређује сјајне забаве и вечере, али не учествује у њима.
Једног јутра после неког времена Ник добија званични позив на забаву у Гетсбијевој вили. Ник је тамо посрамљен што не зна никога док не сретне познаника Џордана, голф шампиона. Док је причао са њим прилази му човек који се представља као Џеј Гетсби и прича Нику како су њих двојица служили у 3. пешадијској дивизији током рата. Убрзо након тога Ник одлази са забаве.
Крајем јула Ник и Гетсби ручају заједно у ресторану и Гетсби покушава да импресионира Ника својим причама о ратном херојству и данима проведеним на Оксфорду. После тога Ник среће опет Џордана у хотелу Плаза где му Џордан открива да су се Гетсби и његова дугогодишња пријатељица Дејзи упознали око 1917. године док је Гетсби био официр америчких експедиционих снага и да су се заљубили једно у друго, али се Дејзи невољно удала за Тома кад је Гетсби распоређен у иностранство. Гетсби се нада да ће новостечено богатство натерати Дејзи да се предомисли и користи Никако да организује окупљање како би поново видео Дејзи. Током тог окупљања Дејзи и Гетсби се упуштају у сексуалну аферу за коју Том сазнаје у септембру у хотелу Плаза. Тад се њих двојица посвађају, а Гетсби инсистира да Дејзи потврди да никада није ни волела Тома. Тад она изјављује да воли обојицу, а они остају затечени тиме. 
Тад Том презриво каже Гетсбију да је одвезе кући. Док су се возили ка њеној кући аутомобил у коме су били током проласка поред Вилсонове гараже удара и убија Миртл, Томову љубавницу која је ту живела. Гетсби тад Нику открива да је Дејзи возила, али да је он преузео кривицу како би је заштитио. Тад му Ник предлаже да побегне како би избегао кривично гоњење, али он то одбија. Након тога Том да би напакостио Гетсбију каже Џорџу, мужу његове несрећно страдале љубавнице да је то Гетсбијев ауто, а Џорд претпоставља да је власник возила уједно био и Миртлин љубавник. Убрзо после тога Џорџ одлази код Гетсбија кући и убија га у базену његове виле након чега изврши самоубиство. 
Након Гетсбијеве смрти Ник почиње да мрзи Њујорк и закључује да су Гетсби, Дејзи, Том и он били становници средњег запада ненавикнути на источњачки живот. Ник после среће Тома али одбија да се рукује са њим зато што је Том рекао Џорџу ко је власник возила. Пре повратка кући Ник се враћа у Гетсбијеву вилу и гледа преко залива зелено светло које долази за пристаништа где Дејзи живи. 

## Екранизације
Прва екранизација дела била је тихи филм, Бродвејска филмска драма Овена Дејвиса из 1926. године. 1949. године Елиот Нугент режира другу верзију филма, а 1974. године излази још једна филмска екранизација. Најпопуларнија филмска екранизација Велики Гетсби излази 2013. године са Леонардом Дикаприом, Кери Малиган и Тобијем Магвајером у главним улогама.